# Pultenaea campbellii
Pultenaea campbellii är en ärtväxtart som beskrevs av Joseph Henry Maiden och Ernst Friedrich Betcke. Pultenaea campbellii ingår i släktet Pultenaea och familjen ärtväxter. Inga underarter finns listade i Catalogue of Life.